# Hans Joachim Albrecht

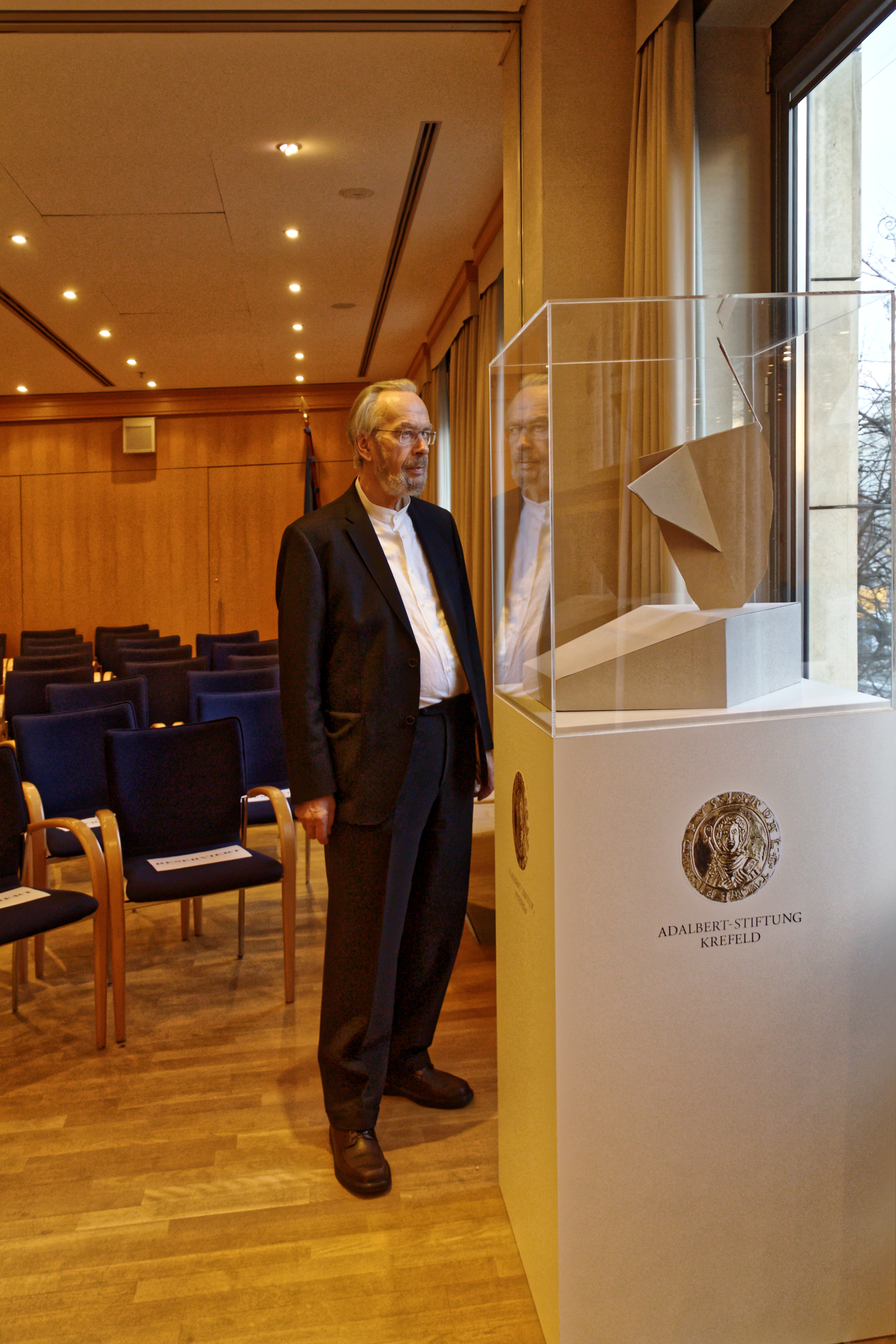
Hans Joachim Albrecht (2015)

Hans Joachim Albrecht (* 11. Juni 1938 in Wormditt, Ostpreußen, heute Polen; † 21. März 2025 in Krefeld) war ein in Krefeld lebender und arbeitender deutscher Bildhauer, Zeichner, Autor und Hochschullehrer.

## Leben

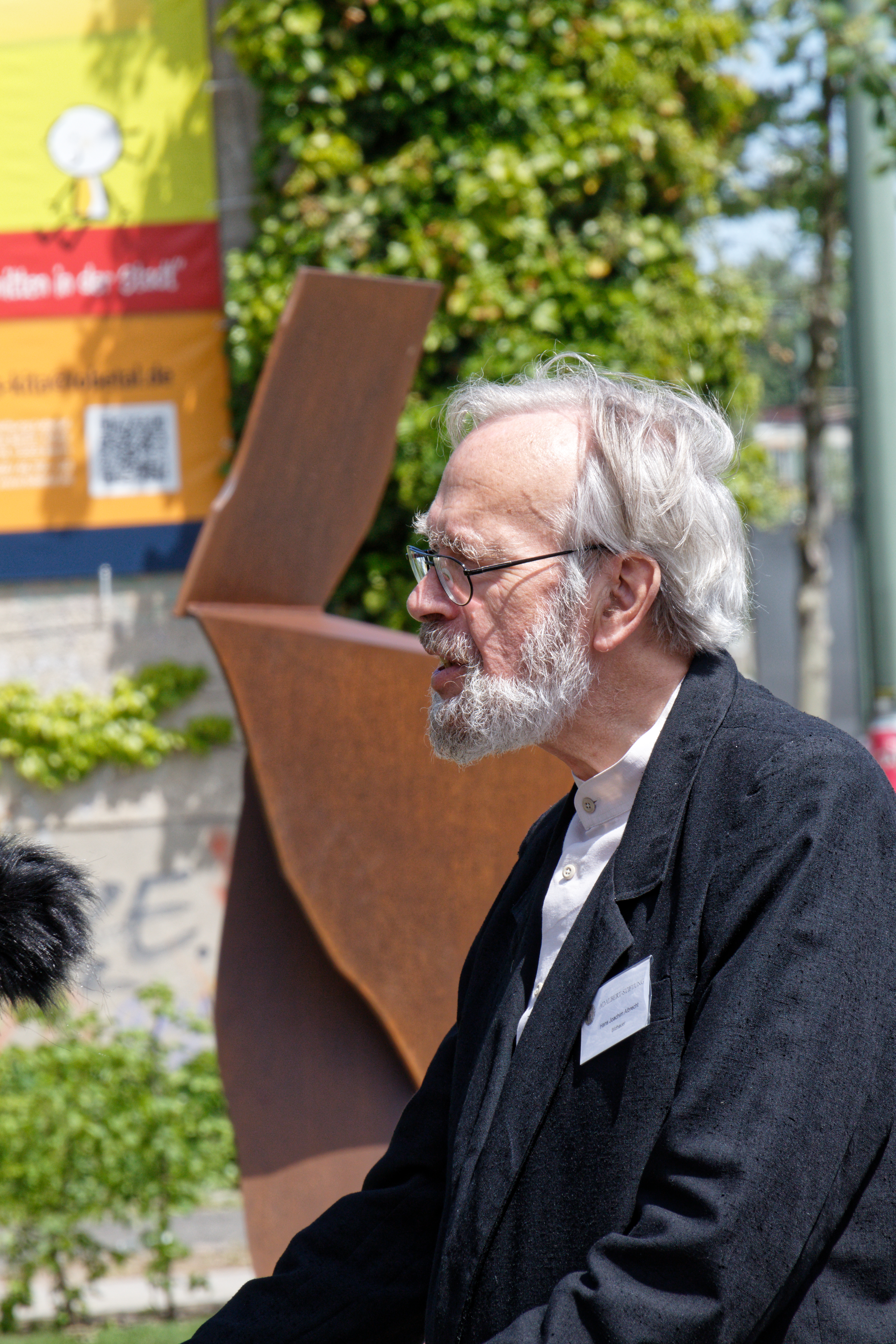
2017 Berlin

Nach dem Ende des Zweiten Weltkrieges übersiedelte Albrecht 1949 mit seinen Eltern nach Krefeld, wo er seine Schulausbildung mit dem Abitur abschloss. Anschließend studierte er von 1958 bis 1962 an der Kunsthochschule Kassel Grundlagen bei Ernst Röttger und Bildhauerei bei Bernhard Graf Bylandt-Rheydt. Ab 1967 war er Dozent für Gestaltungsgrundlagen an der damaligen Werkkunstschule Krefeld und zwischen 1970 und 1974 erster Dekan für den Fachbereich Design an der Fachhochschule Niederrhein. In den Jahren 1973 bis 2000 war er dort Professor für Gestaltungslehre, Plastik und Farbgestaltung.
1979 weilte er Gastkünstler der Villa Romana in Florenz. Mit einem Stipendium des DAAD wurde er Fellow der Hand Hollow Foundation bei George Rickey.
Hans Joachim Albrecht war seit 1965 verheiratet.
Ein Teil seines schriftlichen Vorlasses befindet sich im Deutschen Kunstarchiv im Germanischen Nationalmuseum in Nürnberg.

## Auszeichnung
Die Stadt Krefeld verlieh ihm 1998 die Thorn Prikker-Plakette.

## Werke

### Bildhauer (Auszug)
- Figürliche Doppelform 1969–1970, Hotel Krefelder Hof in Krefeld[5]
- Figürliche Doppelform 1971–1982, Sollbrüggenpark Krefeld
- Skulpturen „Gehen und Stehen“,„Hockende“ und „Liegende“, 1984, Kreishaus Wesel
- Aufsteigende Profile – Wirbel, ehem.LZB, Bocholt[6]
- Aufbruch einer Schreitenden, 1989, Kunstforum OG, Regensburg
- Doppelkopf auf Doppeltorso KL, 1996, Kaiserslautern
- Großes Kopfzeichen, 2015, Krefeld-Hüls
- Kauernde, sich aufrichtend, 2017, Berlin
- Aufgerichtet, 2022, Warschau[7]

### Autor
- Farbe als Sprache. Robert Delaunay, Josef Albers, Richard Paul Lohse. Verlag DuMont Schauberg, Köln 1974, ISBN 3-7701-0655-5.
- Skulptur im 20. Jahrhundert. Verlag DuMont Schauberg, Köln 1977, ISBN 3-7701-0855-8.
- Skulptur – Farbe, Budapest 1993.
- Dialog der Skulpturen. Wilhelm Lembruck Museum, Duisburg 1999, ISBN 3-89279-551-7.
- Die Maske des Zeitgenossen. Fachhochschule Niederrhein, Krefeld 2002, ISBN 3-89279-551-7.
- Projektionen menschlicher Form. Verlag der Kunst, Husum 2007, ISBN 978-3-86530-091-1.
- Bildhauer in Deutschland im 20. Jahrhundert. Künstlerische Konzepte unserer Gegenwart. Gebr. Mann Verlag, Berlin 2017, ISBN 978-3-7861-2778-9.

## Einzelausstellungen (Auszug)
- 1969 Galerie Schloss Ringenberg, Wesel
- 1970 Städt. Museum Haus Koekkoek, Kleve
- 1976 Kaiser-Wilhelm-Museum, Krefeld
- 1982 Lehmbruck-Museum, Duisburg
- 1987 Muthesius-Villa, Johann Wolfgang Goethe-Universität Frankfurt am Main
- 1988 Landesmuseum Oldenburg, Oldenburg
- 1989 Städt. Galerie Peschkenhaus, Moers
- 1993 Terrassengarten Koster Kamp, Kamp-Lintfort
- 1994 Museum Ostdeutsche Galerie, Regensburg
- 1998 Forum Alte Post, Krefeld
- 1999 Lembruck Museum, Duisburg
- 2002 Fritz-Winter-Atelier, Dießen am Ammersee
- 2003 Städt. Galerie Am Abdinghof, Paderborn
- 2007 Skulptur Weimar 2007, Weimar
- 2008 Oberhessisches Museum, Gießen
- 2010 City Kirche, Alter Markt, Mönchengladbach
- 2013 Galeria Zamek Reszel, Muzeum Warmii i Mazur/Polen

## Mitgliedschaften
- Krefelder Kunstverein
- Richard Paul Lohse Stiftung
- Verein Kunst und Krefeld[8]
- Westdeutscher Künstlerbund[9]
- Kuratorium Freundeskreis des Wilhelm Lehmbruck Museums

## Galerie

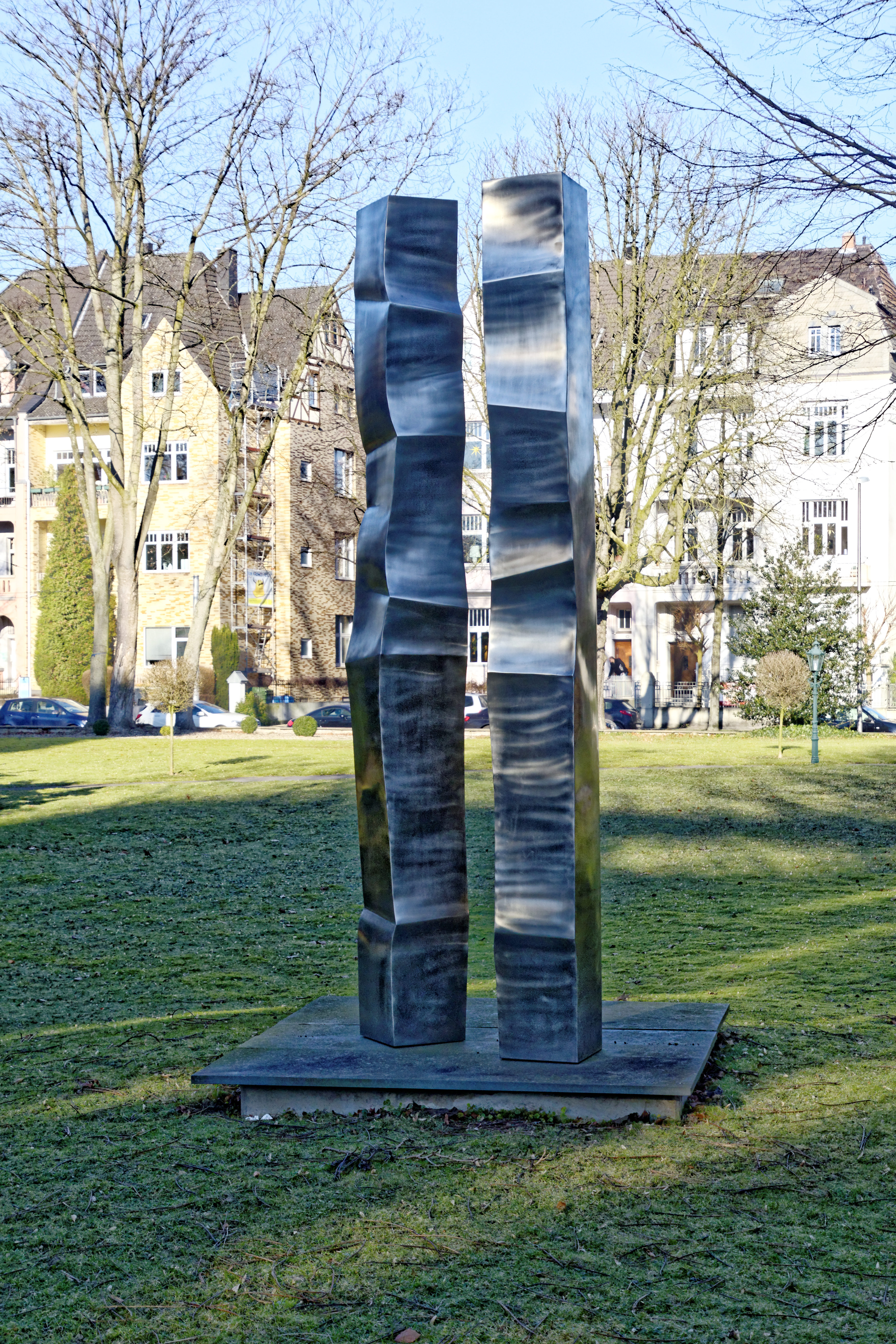
Figürliche bewegliche Doppelform (1970), Edelstahl Krefeld
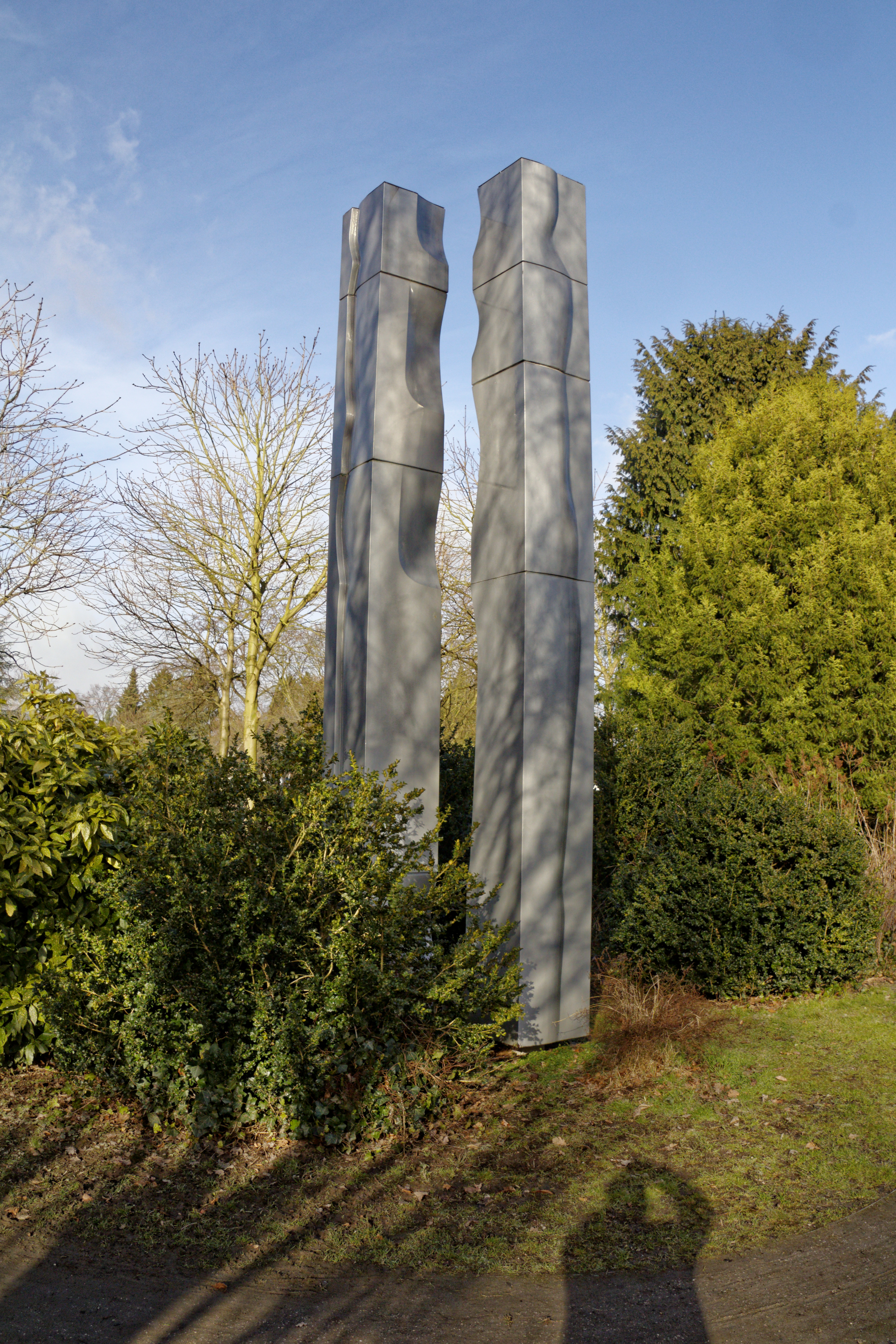
Figürliche Doppelform (1971), Sipoholz Krefeld
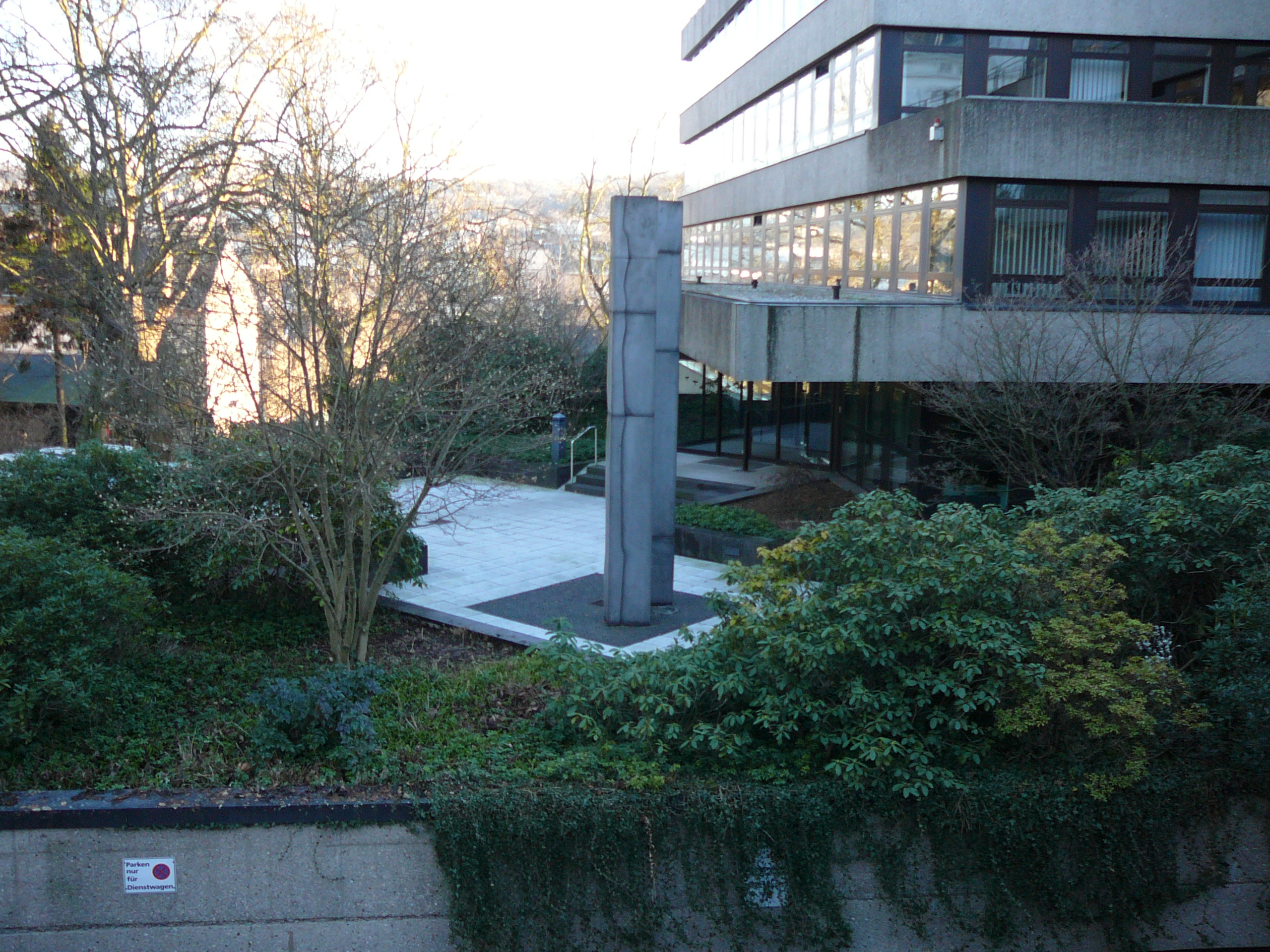
Figürliche Doppelform (1971), Aluminiumguss Wuppertal
Gehen und Stehen (1984), Kreishaus Wesel
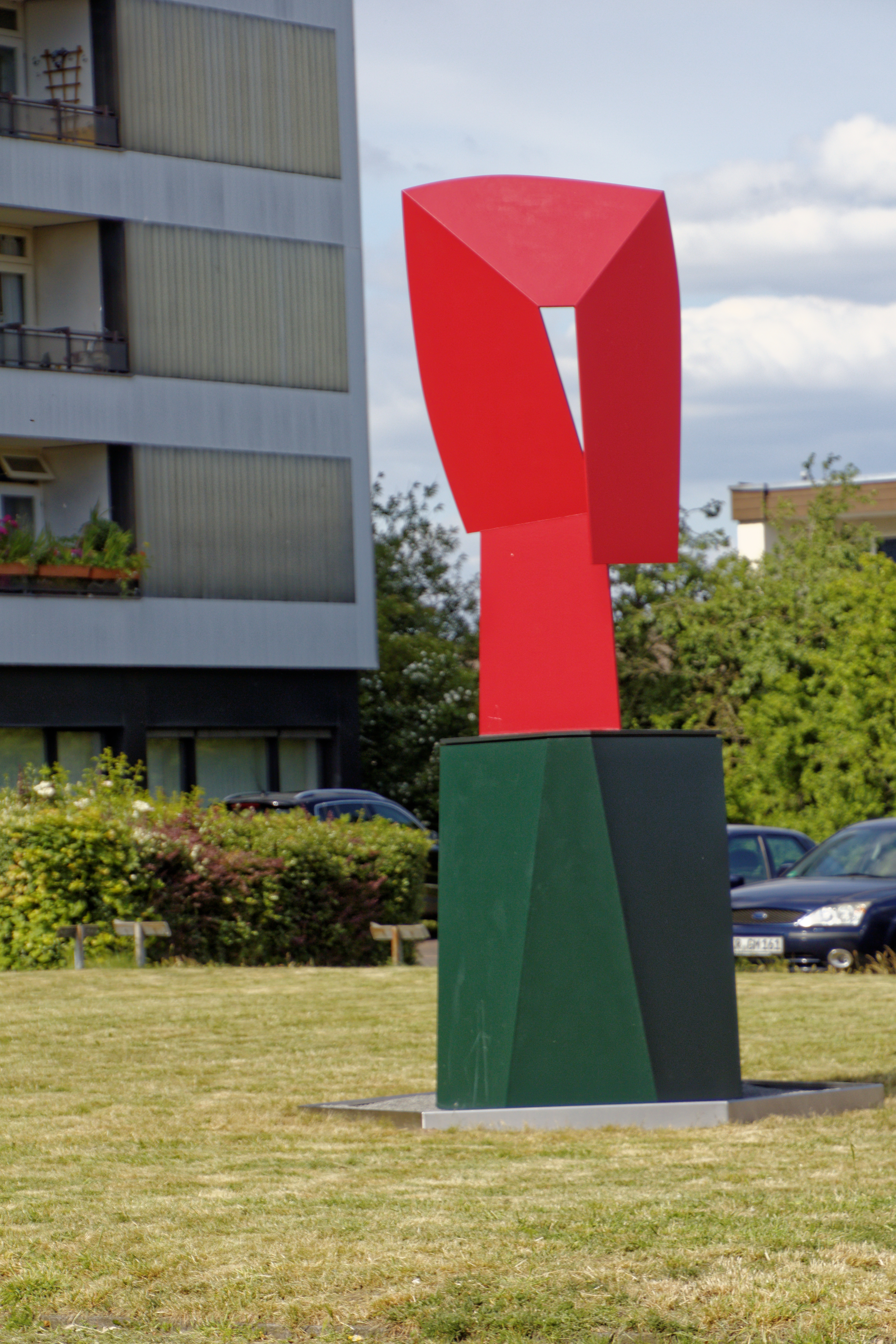
Großes Kopf-Zeichen (2015), Stahl Krefeld-Hüls
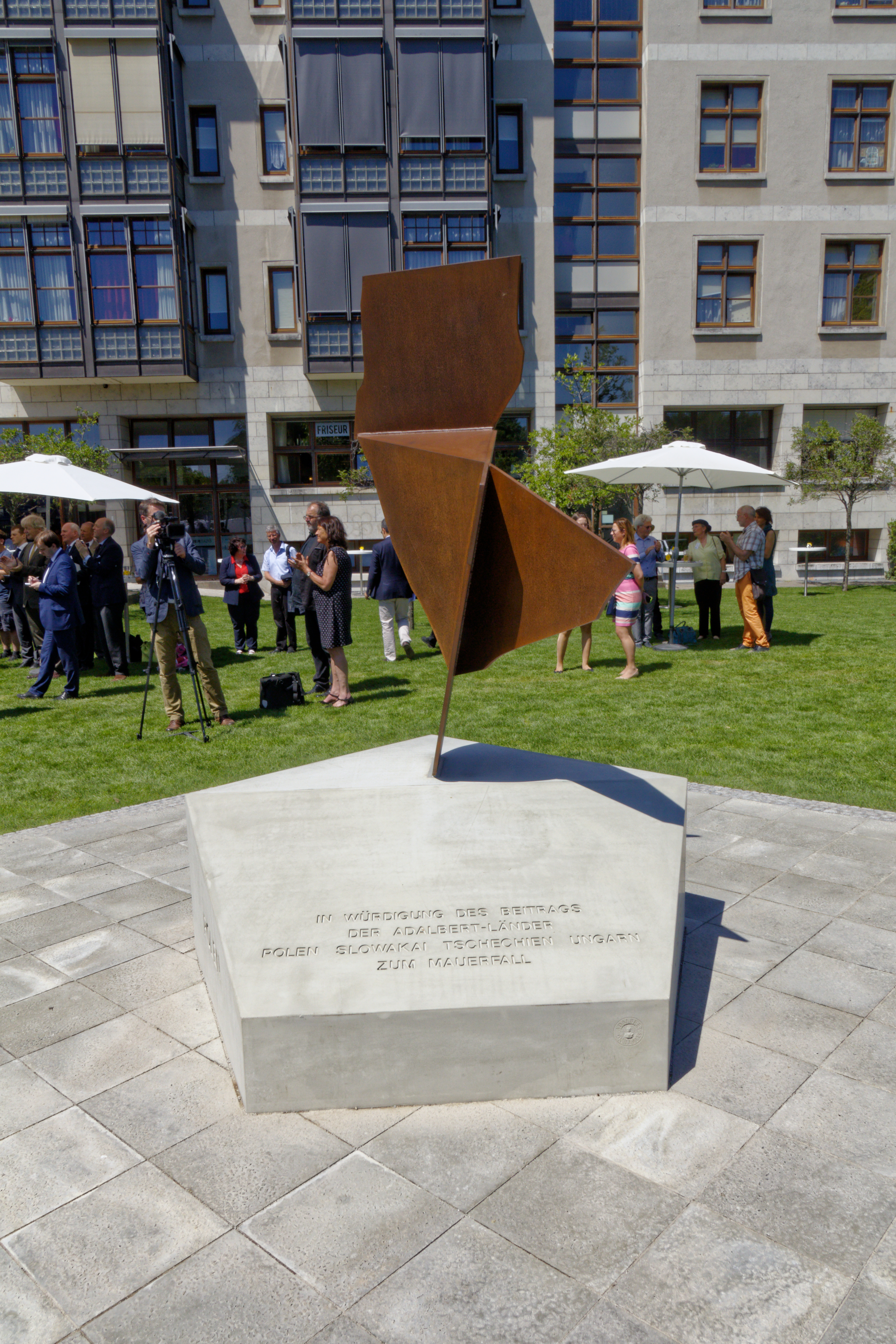
Kauernde, sich aufrichtend (2017), Stahl, Garten Mauercafé Berlin